# Strażnica WOP Hulskie
Strażnica WOP Hulskie – podstawowy pododdział graniczny Wojsk Ochrony Pogranicza.

## Formowanie i zmiany organizacyjne
Strażnica została sformowana w 1945 w strukturze 36 komendy odcinka jako 165 strażnica WOP (Hulskie) o stanie 56 żołnierzy. Kierownictwo strażnicy stanowili: komendant strażnicy, zastępca komendanta do spraw polityczno-wychowawczych i zastępca do spraw zwiadu. Strażnica składała się z dwóch drużyn strzeleckich, drużyny fizylierów, drużyny łączności i gospodarczej. Etat przewidywał także instruktora do tresury psów służbowych oraz instruktora sanitarnego.
Strażnica nr 165 jeszcze w 1946 została właściwie rozformowana ze względu na brak ludzi i sprzętu. Ponownie powstała w 1948 w m. Rajskie nad Sanem i została przydzielona do sąsiedniego baligrodzkiego batalionu. W 1951, w związku z wymianą odcinków granicznych między Polską a ZSRR, przeniesiono strażnicę Hulskie z 264 batalionu Baligród do 263 batalionu Ustrzyki Dolne, a dwa lata później, po przesunięciu granicy przeszła do m. Michniowiec. 
Od 15 marca 1954 wprowadzono nową numerację strażnic. Strażnica III kategorii otrzymała numer 164